# 罗有礼
罗有礼（1940年—2003年），湖北鄂州人，中国人民解放军将领、中国人民解放军中将。 
1997年，授予中国人民解放军中将，曾任沈阳军区副司令员。 